# Izbiceni
Izbiceni es una comuna ubicada en el distrito de Olt, Rumania.

## Superficie
Posee una superficie de 51,41 kilómetros cuadrados.

## Demografía
Hasta 2021 la población era de 4120 habitantes, con una densidad de población de 80,14 habitantes por kilómetro cuadrado.